# 리틀 야구 월드 시리즈
리틀 야구 월드 시리즈(Little League World Series)는 만 10세에서 12세 사이의 리틀야구 선수들을 대상으로 세계적인 지역 대표간의 리틀야구 토너먼트 대회이다. 1947년 첫 대회가 개최되었으며, 매년 8월 미국 펜실베이니아주 윌리엄스포트에서 열린다. 처음에는 미국내 지역 우승팀 간의 경기였으나 이후 멕시코, 캐나다, 중남미 지역 리틀 야구 팀들이 출전하면서 국제적인 규모의 리틀야구 시리즈로 발전했다. 타이완 지역팀이 17회 우승으로 미국 지역을 제외한 최다 우승국 팀이며, 대한민국은 1984년과 1985년, 그리고 2014년 대회에서 서울 팀이 우승을 기록하였다. 2016년부터 2018년까지 서울 팀이 연속으로 본선에 진출했으나 우승에는 실패했다. 2019년에는 최초로 충청도 팀이 아시아퍼시픽 지역 대표로 본선에 올라갔다. 결승전은 인터내셔널 그룹과 미국 그룹 각 1위팀이 경기를 치르게 된다. 
2013년부터는 만 13세 이하 인터미디에이트 리틀 야구 월드시리즈를 별도로 시행한다. 리틀 리그 베이스볼 이외에 주니어 리그 베이스볼(만 14세 이하), 시니어 리그 베이스볼(만 16세 이하), 빅 리그 베이스볼(만 18세 이하), 리틀 리그 소프트볼(만 12세 이하), 주니어 리그 소프트볼(만 14세 이하), 시니어 리그 소프트볼(만 16세 이하), 빅 리그 소프트볼(만 18세 이하)로 나뉘는데 본선 개최지가 모두 다르다.

## 역사
최초의 대회는 1947년 리틀 야구 월드 시리즈이다. 1964년에는 미국의 린든 B. 존슨 대통령에 의해 연방정부 법인으로 승인되며 ‘보이스카우트’ ‘청소년 적십자단’과 함께 대표적인 3대 사회 활동단체로 격상했다.

## 구장
하워드 J 라매드 스타디움과 발렌티어 스타디움에서 대회가 열린다. 하워드 J 라매드 스타디움은 1959년 대회부터 개최하였고, 발렌티어 스타디움은 2001년에 개장하였다. 각 구장의 좌,중,우 펜스 길이는 225ft(69m)이며, 하워드 J 라매드 스타디움은 40,000석, 발렌티어 스타디움은 5,000석의 좌석이 있다. 경기장 입장료는 무료이다.

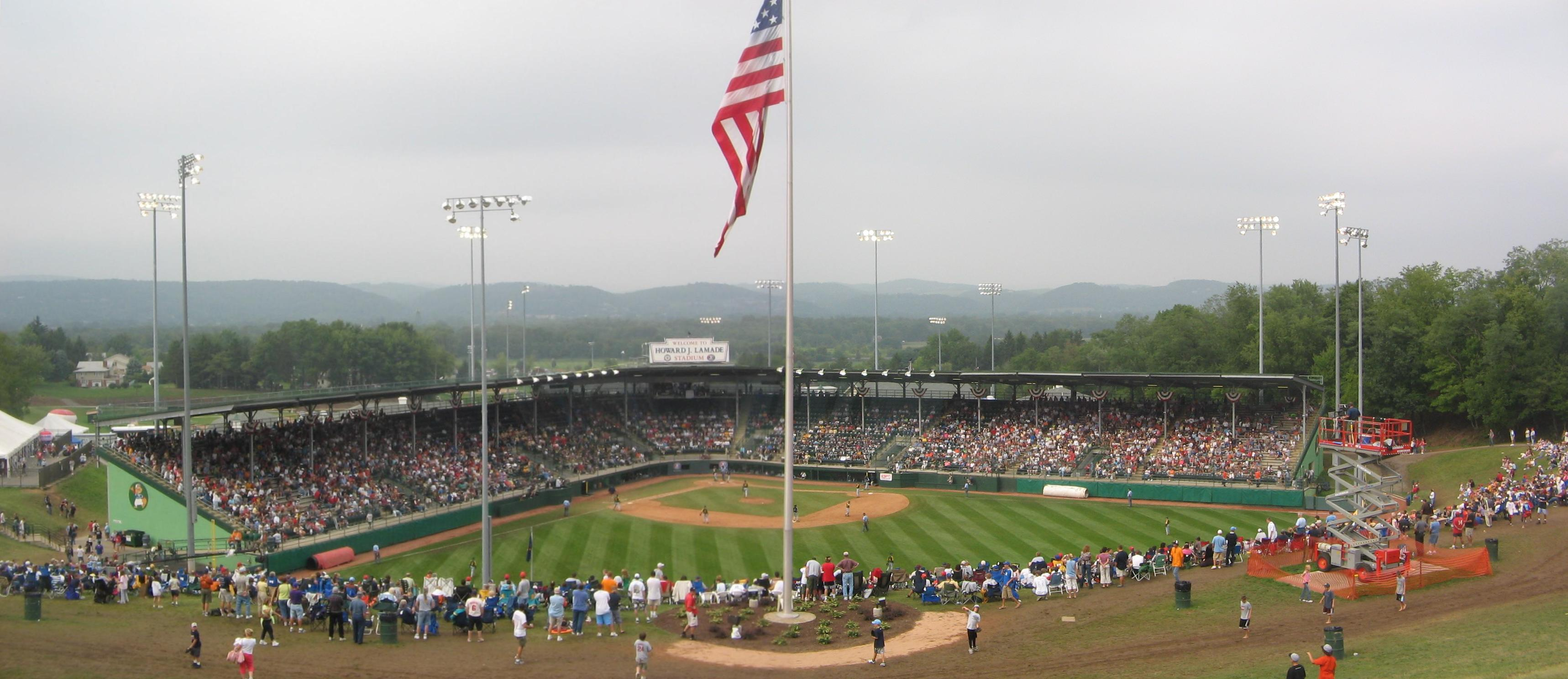
2007년 하워드 J 라매드 스타디움
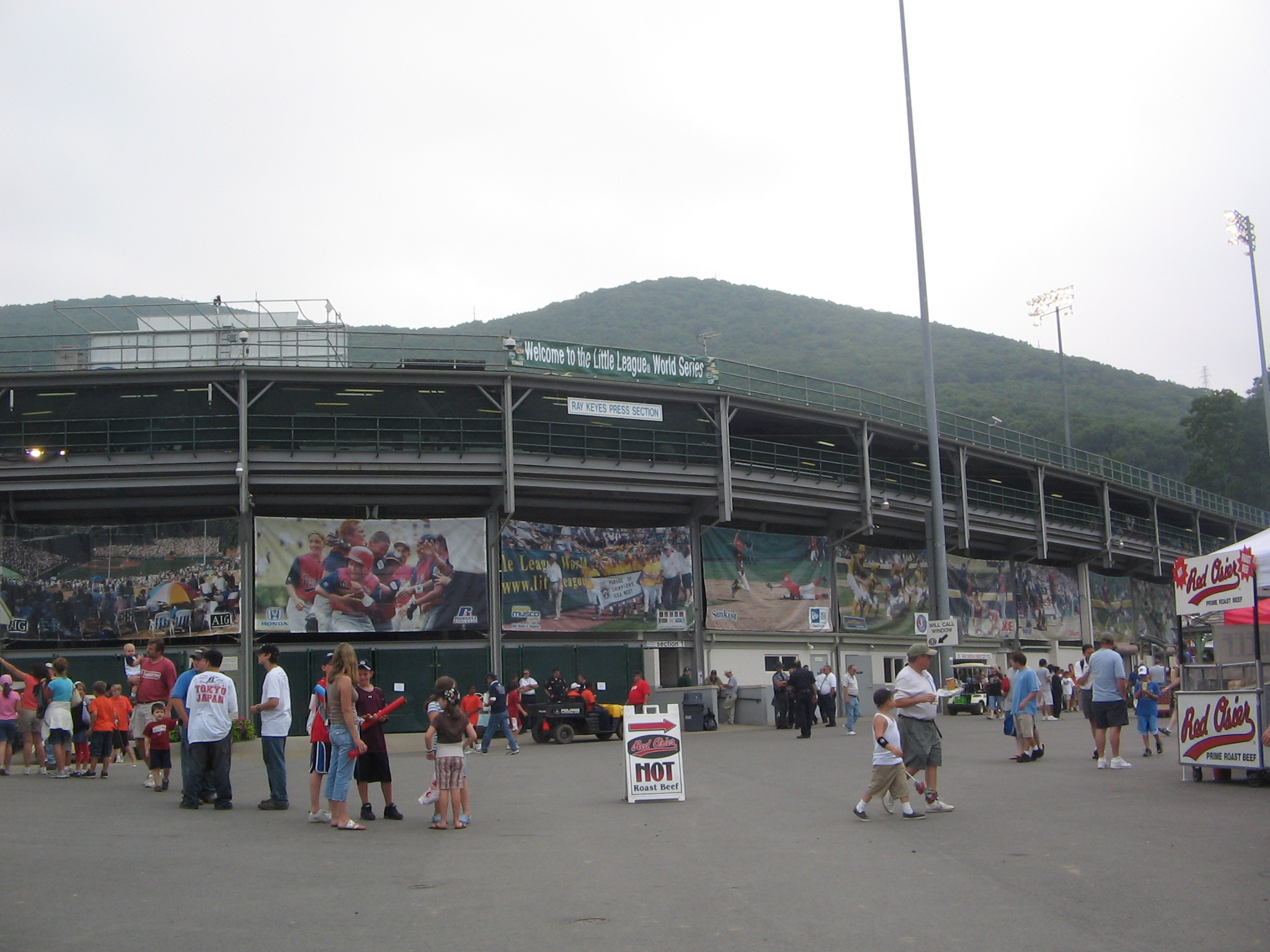
2007년 하워드 J 라매드 스타디움 외관
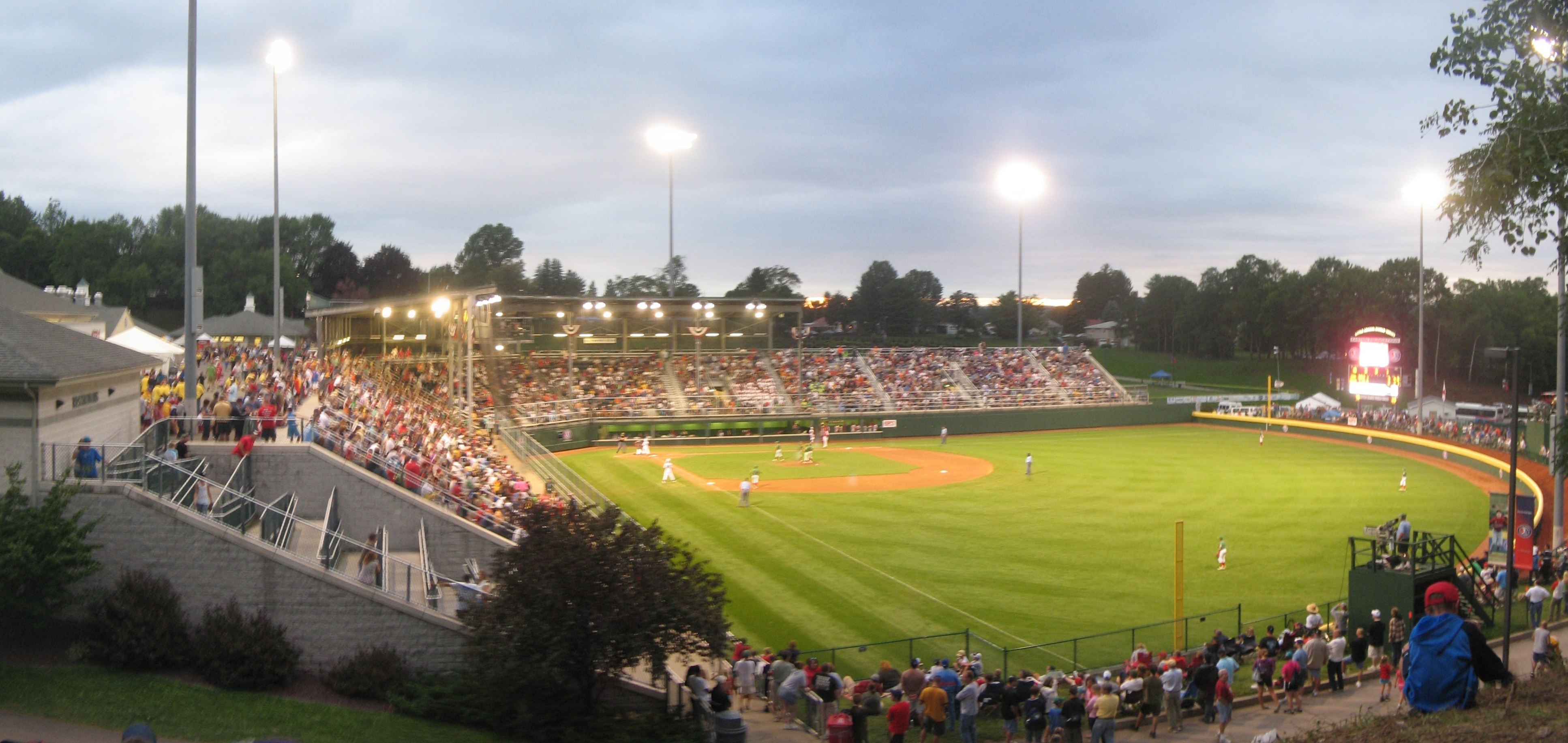
2010년 발렌티어 스타디움

## 역대 대회 결과
| 연도 | 우승팀                     | 결과            | 준우승팀              |
| ---- | -------------------------- | --------------- | --------------------- |
| 2010 | 에도가와 미나미, 도쿄 일본 | 4-1             | 와이파후 하와이       |
| 2011 | 헌팅턴비치 캘리포니아      | 2-1             | 하마마쓰 일본         |
| 2012 | 도쿄 키타츠나, 도쿄 일본   | 12-2 (5회 콜드) | 구들레츠빌 테네시     |
| 2013 | 무사시 후추, 도쿄 일본     | 6-4             | 출라비스타 캘리포니아 |
| 2014 | 서울 대한민국              | 8-4             | 시카고 일리노이       |

## 유명 참가자
- 김경원 - 전 두산 베어스의 야구 선수 / (1984년 리틀 야구 월드 시리즈) 대한민국, 서울
- 심재학 - 전 LG 트윈스, 두산 베어스의 야구 선수, 현 넥센 히어로즈 코치 / (1985년 리틀 야구 월드 시리즈) 대한민국, 서울
- 조경환 - 전 롯데 자이언츠, SK 와이번스의 야구 선수, 현 KIA 타이거즈 코치 / (1985년 리틀 야구 월드 시리즈) 대한민국, 서울

## 같이 보기
- U-12 야구 월드컵